# Таванг (монастырь)
Монастырь Таванг находится на холме над городом Таванг в округе Таванг в штате Аруначал-Прадеш, Индия. Монастырь принадлежит школе гэлуг тибетского буддизма, его основал Мерак-лама Лодра Гьяцо в 1680—1681 годах, выполняя волю Пятого Далай-ламы. Монастырь связан исторически с монастырём Дрепунг в Лхасе.
Монастырь находится в долине реки Таванг-чу недалеко от тибетской границы, до начала XX века принадлежал Тибету.

## Описание

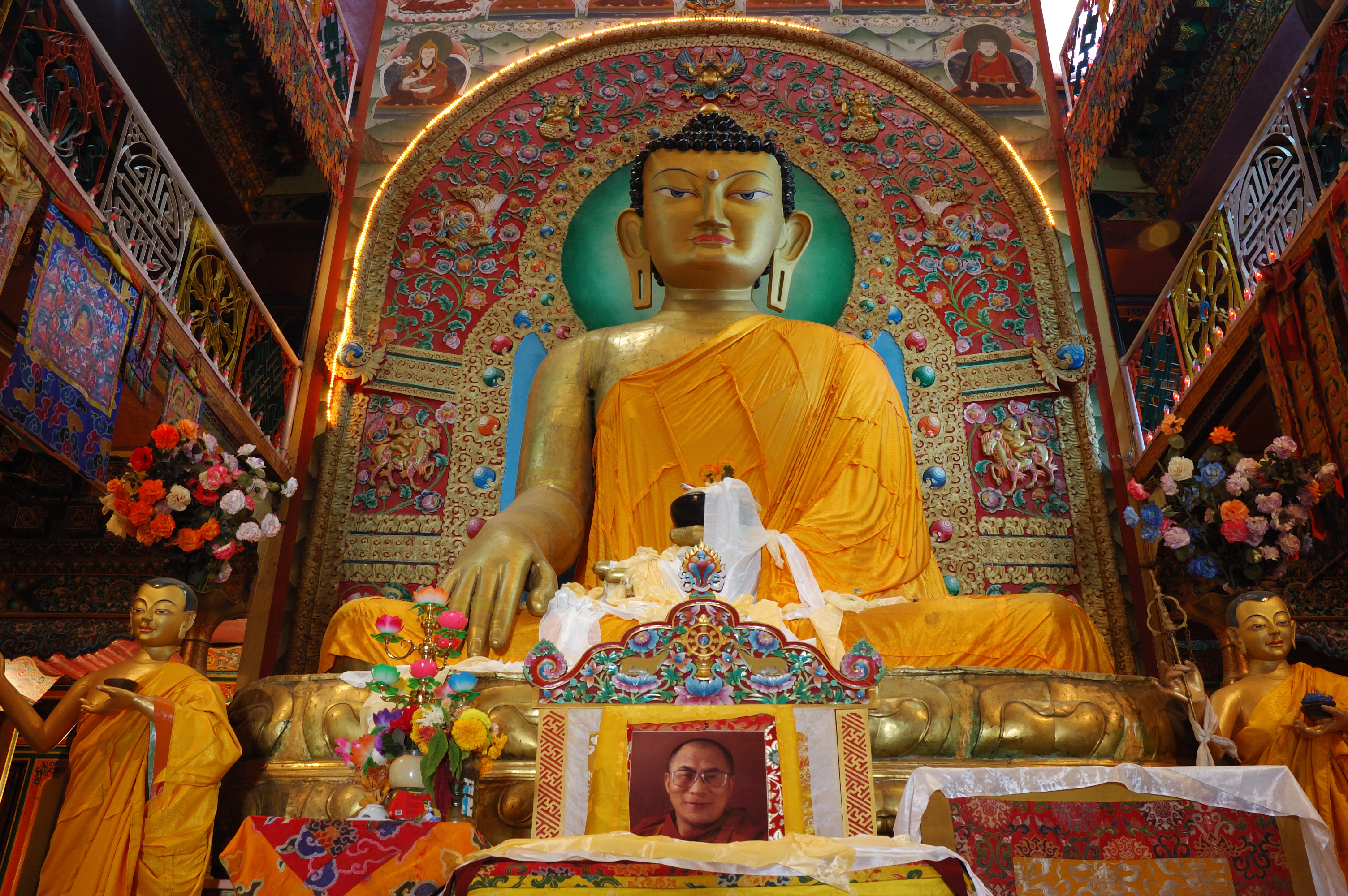
Восьмиметровый Будда в Таванге

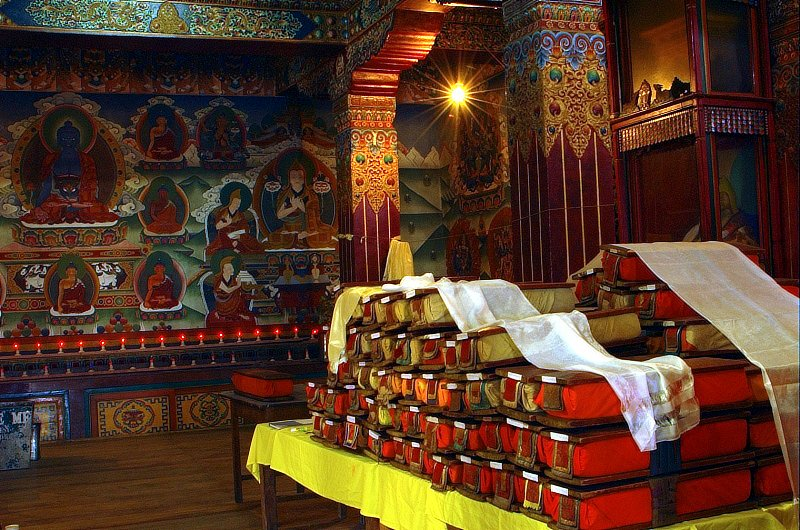
Священные книги в библиотеке Таванга.

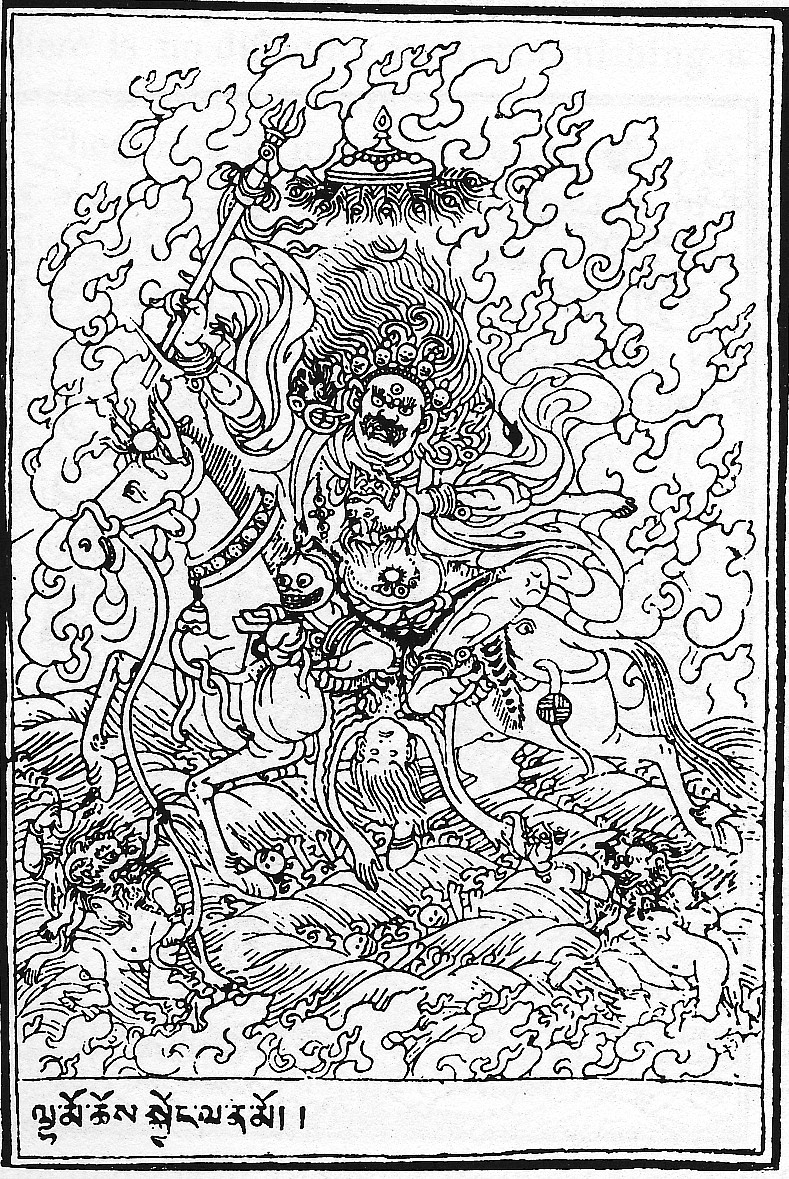
Палден-лхамо

Монастырь расположен на высоте 3,300 метров в пригородах окружного центра Таванг. В монастыре проживает около 450 лам, при этом монастырь рассчитан на 700 монахов. За пределами Лхасы Таванг является самым большим тибетским монастырём в мире.
В монастыре имеется библиотека Паркханг, которой выделен трёхэтажный дом. Здесь хранится Ганджур, которому более 400 лет, а также другие ценные манускрипты.
Во дворе монастыря проводятся регулярные танцы и религиозные церемонии, в частности знаменитый праздник в ночь Дня рождения Будды.
В Таванге имеется также небольшая типография.
В трёхэтажном здании находится зал собраний, в котором также стоит восьмиметровый Будда. Божеством, покровительствующим монастырю, является Палден Лхамо, которой посвящена драгоценная тхангка, её Мерак-ламе вручил Пятый Далай-лама.
Имеется также учебный центр, где монахи изучают арифметику, английский язык и хинди, а также традиционные монастырские дисциплины.
Всего монастырский комплекс состоит из 65 зданий, преимущественно трёхэтажных. Монастырю подчинены 17 монастырей и несколько женских монастырей региона. Далай-лама XIV организовал ремонт монастыря в 1997 году, для ремонта монастырь был обрушен и перестроен с использованием надёжных бетонных конструкций.
В Таванге обитает Гьялсе-ринпоче, инкарнация настоятеля одного из факультетов монастыря Дрепунг и инкарнация прошлого настоятеля Тавангского монастыря.

## Основание монастыря
Монастырь основал Мерак-лама Лодра Гьяцо в 1680—1681 годах, выполняя волю Пятого Далай-ламы. Монастырь связан исторически с монастырём Дрепунг во Лхаса. Принадлежит школе гэлуг
Имя монастыря Таванг (тиб. རྟ་དབང་, rta-dbang) означает «лошадиный выбор». По легенде, место выбрала лошадь Мерак-ламы, который испытывал затруднения с определением благоприятного места для будущего монастыря. Когда он молился в пещере, пытаясь найти знаки и указания, он обнаружил что лошадь исчезла. Во время поисков он вдруг увидел, что лошадь стала на холме. Он воспринял эпизод как знамение, и основал монастырь именно на этом месте. Помогали строить монастырь жители окрестных деревень. Тибетцы называли его также Галден Намгей Лхаце, что означает 'небесный рай ясной ночью'.

## Обычаи
Окрестные жители преимущественно принадлежат к народам монпа, такпа и тибетцам и исповедуют тибетский буддизм, также есть последователи религии бон и анимисты. Ежегодно празднуются Лосар, Чоскар и Торгья. Раз в три года празднуется Дунгьюр в день Торгья, этот праздник проходит особенно ярко и эмоционально.

## История
Шестой Далай-лама родился в находящемся по соседству монастыре Ургеллинг, в 5 км от города Таванг
В 1706 году Лхавзан-хан при поддержке китайского императора Канси добился смещения Шестого Далай-ламы, который вскоре умер, возможно был тайно убит. В 1714 Лхавзан-хан направил армию в Бутан через Таванг. Во время похода был разрушен монастырь Ургел-линг с целью дискредитации памяти смещённого Далай-ламы.
В соответствии с линией Мак-Магона, начертанной в 1914 году, Тибет потерял значительную территорию, включая весь регион Таванга и монастырь. Администрация Таванга прибегала к помощи жителей ассамских долин для сбора податей монастырю. После обретения Индией независимости в 1947 году Таванг вскоре окончательно отделился от Тибета.
30 марта 1959 года Далай-лама XIV бежал из Тибета через Таванг, где был тепло встречен и провёл некоторое время, а 18 апреля прибыл в Тезпур. После этого он неоднократно посещал Таванг. В 1997 году по инициативе Далай-ламы был проведён ремонт монастыря с заменой ненадёжных конструкций бетоном. В 2009 году во время визита Далай-ламы в Таванге собралось 30 000 человек из многих регионов Гималаев.
В 1962 году Китай начал пограничную войну с Индией, в ходе которой занял Таванг. Однако после одностороннего прекращения войны со стороны китайцев индийские власти через полгода снова вернулись в Таванг. Китай продолжает выражать протесты по этому поводу. В 2009 году эта тема вновь поднималась при встрече премьер-министров Индии и Китая в Таиланде.
Китайцы также заявляют протесты по поводу посещений Таванга Далай-ламой. Несмотря на протест Китая, Далай-лама был тепло встречен властями штата.